# Maximilian Heim
Maximilian Heim OCist (Kronach, 14. travnja 1961.) njemačko-austrijski je redovnik cistercit, svećenik i teolog. Od godine 2011. opat je cistercitskoga samostana Heiligenkreuz u Donjoj Austriji i veliki kancelar (lat. Magnus Cancellarius) Filozofsko-teološke visoke škole Benedikt XVI. u Heiligenkreuzu. Od 26. svibnja 2016. vrhovni je poglavar (njem. Abtpräses) Kongregacije cistercita u Austriji.

## Životopis
Nakon završene gimnazije u Kulmbachu, Maximilian Heim je 1981. upisao studij katoličke teologije na Sveučilištu u Augsburgu. Godine 1982. upisao se na tadašnju Filozofsko-teološku školu u Heiligenkreuzu (današnja Filozofsko-teološka visoka škola Benedikt XVI., njem. Philosophisch-Theologische Hochschule Benedikt XVI.), a godinu dana poslije stupio je u novicijat tamošnjega cistercitskoga samostana; redovničko ime Maximilian dobio je po katoličkom svecu i mučeniku, poljskom franjevcu Maksimilijanu Kolbeu.
Godine 1987. na bečkom je Sveučilištu promoviran u magistra teologije, a 30. travnja 1988. zaređen je za svećenika u opatiji Heiligenkreuz. Do kolovoza 1988. službovao je kao đakon u cistercitskoj opatiji Neukloster u Bečkome Novom Mjestu, a potom s trojicom subraće iz Heiligenkreuza biva poslan u Ruhrsko područje, gdje im je zadaća bila utemeljiti novi priorat. U samostanu Stiepel, novoutemeljenom prioratu opatije Heiligenkreuz u istoimenom dijelu grada Bochuma u njemačkoj saveznoj pokrajini Sjevernoj Rajni-Vestfaliji, djelovao je kao kapelan i kantor te je bio odgovoran za razvoj tog priorata kao centra duhovnosti. Godine 1996. bio je jedan od utemeljitelja ciklusa akademskih predavanja pod nazivom Auditorij samostana Stiepel (njem. Auditorium Kloster Stiepel). Istodobno je otišao i na doktorski studij kod Hermanna Josefa Pottmeyera na katedri fundametalne teologije bohumskoga Ruhrskog sveučilišta.
Godine 1996. prekida započeti doktorski studij i na poziv Gerharda Hradila, tadašnjeg opata samostana Heiligenkreuz, vraća se u Heiligenkreuz da bi preuzeo službu učitelja novaka (njem. Novizenmeister) i kantora. U ožujku 1999. opat Gregor Henckel-Donnersmarck imenuje ga i priorom opatije Heiligenkreuz. Heim je kao učitelj novaka ujedno bio odgovoran i za izobrazbu cistercitskih novaka novooživljenih samostana Vyšší Brod i Osek u susjednoj Češkoj. Potkraj devedesetih godina 20. stoljeća nastavio je s doktorskim studijem i završio ga je 2002. godine kod Bernharda Körnera na Institutu za moralnu teologiju i dogmatiku (njem. Institut für Moraltheologie und Dogmatik) Sveučilišta u Grazu. Godine 2003. promoviran je u doktora teologije, a njegova je doktorska disertacija o ekleziologiji kardinala Josepha Ratzingera i javno objavljena godinu dana poslije. ↓1 Od 2003. godine do izbora za poglavara opatije Heiligenkreuz predavao je fundamentalnu teologiju na Filozofsko-teološkoj visokoj školi Benedikt XVI. u Heiligenkreuzu.
Maximilian Heim u rujnu 2004. imenovan je priorom samostana Stiepel u Bochumu. Nakon što je potkraj siječnja 2007. godine papa Benedikt XVI. Filozofsko-teološkoj visokoj školi u Heiligenkreuzu dodijelio status papinskoga veleučilišta, vatikanska ga je Kongregacija za katolički odgoj imenovala redovitim profesorom fundamentalne teologije. U samostanu Stiepel u Bochumu bio je od 2004. do 2011. nadležan za sadržaj i održavanje ciklusa akademskih predavanja pod nazivom Auditorij samostana Stiepel. Godine 2009. pozvan je za člana tzv. Novog kruga učenika zaklade "Joseph Ratzinger/Papa Benedikt XVI." (njem. Neuer Schülerkreis Joseph Ratzinger/Papst Benedikt XVI.). Na preporuku kardinala Reinharda Marxa primljen je u jesen 2010. u Dresdenu u rimokatolički papinski viteški Red Svetoga Groba u Jeruzalemu.
Dana 10. veljače 2011. članovi kapitula s pravom glasa izabrali su Maximiliana Heima za 68. poglavara opatije Heiligenkreuz, a tim je izborom Heim istodobno postao i velikim kancelarom (lat. Magnus Cancellarius) Filozofsko-teološke visoke škole Benedikt XVI. u Heiligenkreuzu.
Dana 19. travnja 2011. dobio je austrijsko državljanstvo. Mauro-Giuseppe Lepori, vrhovni poglavar cistercitskoga reda, posvetio ga je i ustoličio za opata na Uskrsni ponedjeljak 2011. (25. travnja) tijekom pontifikalne mise, koju je u samostanskoj crkvi opatije Heiligenkreuz služio bečki nadbiskup Christoph Schönborn: za svoj izborni moto Heim je odabrao izreku uzoritoga engleskog kardinala Johna Henryja Newmana: Cor ad cor loquitur (hrv. Srce srcu govori).
Kapitul kongregacije austrijskih cistercita izabrao ga je 26. svibnja 2016. za vrhovnog poglavara Kongregacije cistercita u Austriji.
Konvent cistercitske opatije Rein u austrijskoj saveznoj državi Štajerskoj izabrao ga je 25. rujna 2017. za administratora opatije u jednogodišnjem mandatu.

## Djela (izbor)
- Maximilian Heim: Der latreutische Aspekt im Gesamtwerk Dietrich von Hildebrands, magistarski rad, Beč 1987.
- Maximilian Heinrich Heim: Joseph Ratzinger – Kirchliche Existenz und existentielle Theologie. Ekklesiologische Grundlinien unter dem Anspruch von Lumen gentium, 1. izdanje – Frankfurt na Majni:  2004.; 2. dorađeno i dopunjeno izdanje s predgovorom tada novoizabranog pape Benedikta XVI. – Frankfurt na Majni / New York: Peter Lang 2005. ISBN 978-3631542736; 3. dopunjeno izdanje – Frankfurt na Majni / New York: Peter Lang 2014. ISBN 978-3-631-64956-5;
  - izdanje na engleskom jeziku: Joseph Ratzinger – Life in the Church and Living Theology. Fundamentals of Ecclesiology with Reference to Lumen Gentium. With a Foreword by Joseph Cardinal Ratzinger. Translated by Michael J. Miller, San Francisco 2007.
- Dr. Maximilian Heim: Zisterzienserkloster Bochum-Stiepel, Bochum: Zisterzienserkloster Stiepel, 2008.
- Abt Maximilian Heim: Auf Fels gebaut : Freude an Kirche und Glaube, Heiligenkreuz im Wienerwald: Be&Be 2014. ISBN 978-3-902694-67-6
- Abt Maximilian Heim OCist & Wolfgang Buchmüller OCist: Hommage an Papst Benedikt XVI. : Aufsätze und Essays, Heiligenkreuz im Wienerwald: Be&Be 2018. ISBN 978-3-903118-51-5
- Abt Maximilian Heim OCist: Christus bleibt : Monastisch-theologische Antworten auf Fragen der Zeit, Heiligenkreuz im Wienerwald: Be&Be 2022. ISBN 978-3-903602-57-1

## Nagrade i priznanja
- 2004. – poticajna nagrada Kardinal Innitzer za teologiju (njem. Kardinal-Innitzer-Förderungspreis für Theologie) i nagrada Johann Kaspar Zeuß za doktorski rad[15]
- 2011. – nagrada Joseph Ratzinger za knjigu Joseph Ratzinger – Kirchliche Existenz und existentielle Theologie. Ekklesiologische Grundlinien unter dem Anspruch von Lumen gentium[16] ↓2
- 2012. – kardinal Edwin Frederick O’Brien, veliki meštar rimokatoličkoga papinskoga viteškoga Reda Svetoga Groba u Jeruzalemu, dodijelio je Maximilianu Heimu viteški naslov komtur sa zvijezdom (njem. Komtur mit Stern)
- 2021. – u znak zahvalnosti za osobite zasluge, općina Heiligenkreuz je jedan od mjesnih trgova imenovala Trgom opata Maximiliana Heima (njem. Abt Maximilian Heim Platz)[17]